# جوستين وارد
جوستين وارد (بالإنجليزية: Justine Ward)‏ هي معلمة موسيقى أمريكية، ولدت في 7 أغسطس 1879 في موريستاون في الولايات المتحدة، وتوفيت في 27 نوفمبر 1975 في واشنطن العاصمة في الولايات المتحدة.